# Tucumã
Tucumã-do-amazonas ou simplesmente Tucumã (Astrocaryum aculeatum G.Mey.) é pertencente à família Arecaceae. É amplamente utilizado no Amazonas como forma de alimento e matéria-prima para artesanato, alimentação outros fins.

## Etimologia
Seu nome vem do tupi e significa "fruta de planta espinhosa".

## Características

### A árvore
A árvore é uma palmeira que pode atingir 15 metros de altura de estipe ereta com faixas de espinhos negros. Apresenta folhas pinadas e ascendentes de até 5 metros. Apresenta inflorescência do tipo panícula. São solitárias e geralmente encontradas em locais abertos como capoeiras e pastos abandonados, com solo pobre e degradado. Cada palmeira produz cerca de 50kg de tucumã ao ano.
A temporada de florescimento do tucumãzeiro vai de julho de um ano a janeiro de outro, frutificando no período do ano restante (fevereiro a agosto), porem, é comum que nos grandes mercados de Manaus se encontre o fruto em outros períodos. Cada palmeira produz em média de 3 a 4 cachos por ano, indo de 2 a 7 cachos, dependendo do indivíduo. Em média um cacho pode ter 240 frutos, mas pode varia entre 35 a até 700 frutos.

### O fruto
A árvore começa a dar frutos por volta do seu sétimo ano, quando atinge entre 6 e 9 metros de altura. O fruto é redondo, composto de polpa alaranjada ou amarela de massa fibrosa, compacta e firme. Acima da polpa está a casca, podendo ser amarelo-claro ou escuro. Abaixo da polpa está um caroço negro lenhoso que ao ser partido apresenta amêndoa de massa branca, oleaginosa e dura. O caroço com a amêndoa corresponde a cerca de 60% do fruto.
Características gerais do fruto: 
- Epicarpo - a casca corresponde a cerca de 17,2% do peso do fruto fresco, sendo verde-amarelado e fibroso. Este pode ser utilizado como parte da alimentação de aves, peixes e outros animais.
- Mesocarpo - a polpa é alaranjada e corresponde a cerca de 21,2% do peso do fruto fresco, é utilizada como produto alimentício humano.
- Endocarpo - o caroço rígido, preto, correspondendo a 60,5% do peso do fruto. O tegumento do caroço corresponde a 37,8% do peso dele desidratado e serve para a produção de carvão.
- Endosperma - amêndoa branca que corresponde a até 61% do peso do caroço desidratado, pode ser utilizada para produção de óleos, cosméticos e biodiesel.

Muitos animais silvestres utilizam o tucumã como fonte de alimento, sendo a cutia seu principal consumidor e dispersor, uma vez que costuma enterrar o fruto para consumir gradualmente e acaba os esquecendo, favorecendo assim a germinação.

### Cultivo

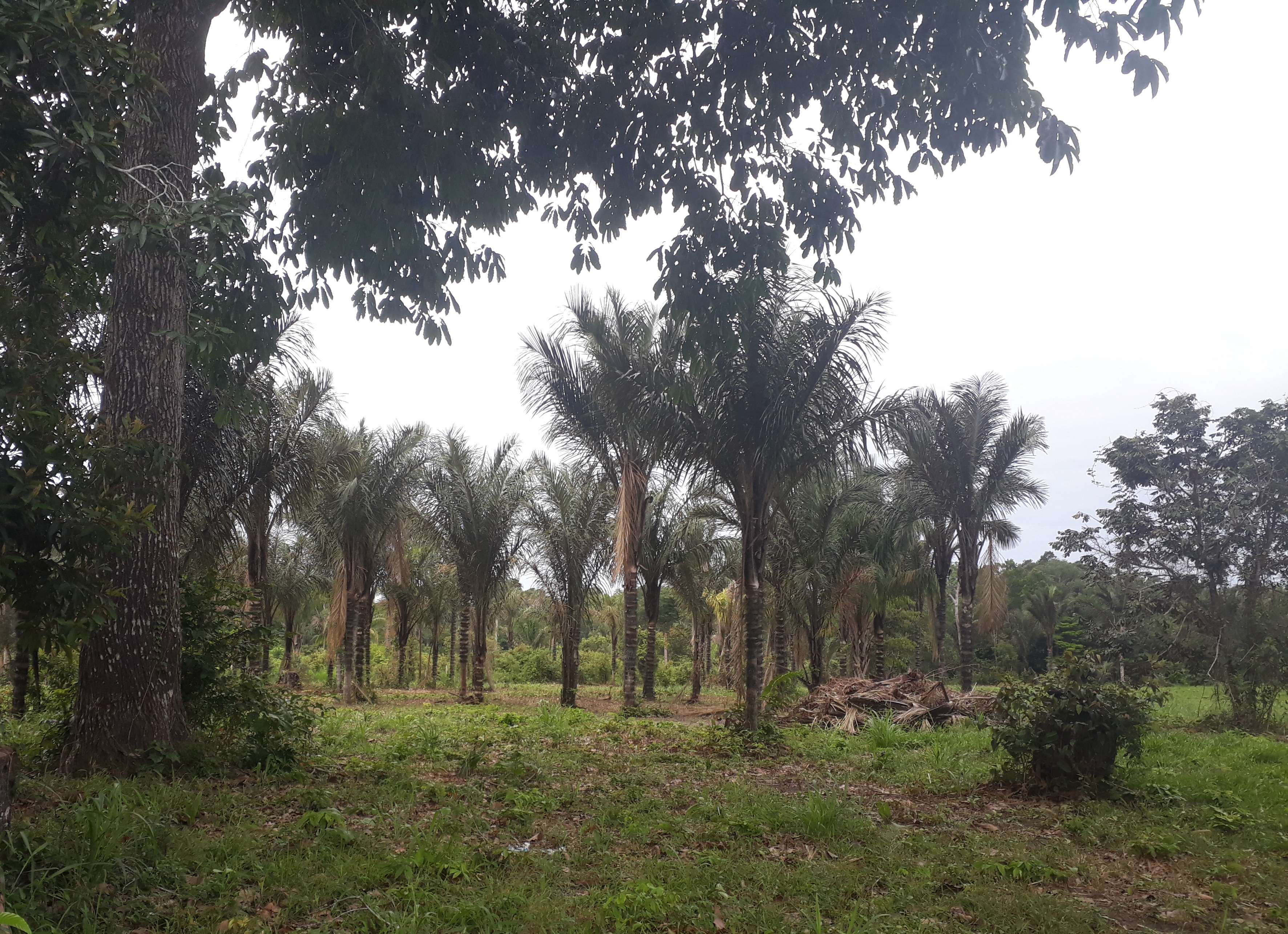
Jovens tucumãzeiros em meio a capoeira recém desmatada

Os agricultores trabalham no manejo principalmente de tucumãzeiros que nascem de forma natural, pois estes levam de dois a três anos para germinar, o que se tornou uma dificuldade enfrentada pelos produtores. Em 2012 a EMBRAPA desenvolveu uma técnica que tornaria o cultivo mais fácil, quebrando o "tempo de dormência" das sementes. O comércio de tucumã é importante nas feiras de Manaus, onde entre Maio de 2011 e Abril de 2012 foram comercializados 367,8 toneladas do fruto, com as vendas acontecendo por saca(até 41kg de frutos), dúzia de frutos íntegros (46,6%) e quilo de polpa (53,4%). Esses frutos são provenientes de todos os cantos do estado do Amazonas e também parte do oeste do Pará, baseando-se no extrativismo.

## Uso humano
Os tucumãs são encontrados ao longo do ano e podem ser utilizados como forma de alimento, sendo consumidos em larga escala como parte de um sanduiche de pão e sua polpa, sendo também utilizados para produção de sorvetes, sucos, licores, doces e óleos. O seu caroço atende à demanda de artesãos para produzir anéis, brincos, pulseiras e colares. O caroço pode ainda servir de fonte energética sustentável, podendo substituir combustíveis fósseis. Além disso, 85% da composição do carvão de seus caroços é composta de magnésio, sódio, potássio e silício, podendo ser um potencial fertilizante do solo. Há ainda o uso da casca para produção de cosméticos e da sua palha para produção de cordas, redes de pesca e de descanso.

### Valores para referência nutricional
Valores nutricionais correspondentes à 100 gramas de polpa do fruto:
| Componente   | Valor por 100g |
| ------------ | -------------- |
| Energia      | 262 calorias   |
| Carboidratos | 26,5 g         |
| Proteínas    | 2,1 g          |
| Gorduras     | 19,1 g         |
| Fibras       | 12,7 g         |
| Vitamina A   | 808 mcg        |
| Carotenoides | 6265           |
| Luteína      | 79 mcg         |
| Zeaxantina   | 16 mcg         |
| Vitamina C   | 24 mg          |
| Potássio     | 401 mg         |
| Magnésio     | 121 mg         |
| Cálcio       | 46 mg          |
| Fósforo      | 53 mg          |
| Zinco        | 0,9 mcg        |

### Benefícios à saúde
O tucumã é uma fonte importante de nutrientes. Estudos têm demonstrado que os frutos do tucumã apresentam um perfil nutricional equilibrado, com teores significativos de carboidratos, proteínas e lipídios, além de vitaminas, fibras e compostos bioativos.
Os carboidratos são o principal componente do tucumã, fornecendo energia de forma rápida ao organismo. Além disso, o tucumã é rico em fibras alimentares, que desempenham um papel fundamental na saúde gastrointestinal, auxiliando no trânsito intestinal e na prevenção de doenças, como constipação e câncer de cólon. No que se refere aos lipídios, o tucumã é conhecido por sua alta concentração de ácidos graxos saturados e monoinsaturados. Esses lipídios são importantes para a manutenção da integridade celular, fornecimento de energia e síntese de hormônios.
O tucumã também é uma fonte de vitaminas e minerais essenciais, em especial, as vitaminas A, E e C, que possuem ação antioxidante e auxiliam na proteção celular contra danos causados pelos radicais livres. Quanto aos minerais, o tucumã é especialmente rico em cálcio, ferro e potássio, que são fundamentais no desenvolvimento e funcionamento do organismo.
Além dos nutrientes essenciais, o tucumã contém uma variedade de compostos bioativos, como carotenoides, tocotrienóis, compostos fenólicos e flavonoides. Esses compostos conferem ao tucumã propriedades antioxidantes, anti-inflamatórias e antimicrobianas, que podem contribuir para a saúde e prevenção de doenças.
A polpa do tucumã é fibrosa e por isso ajuda a prevenir a prisão de ventre e também diminui a absorção de carboidratos, atuando na prevenção do diabetes. A presença do ômega-3 atua ajudando a diminuir o nível de colesterol ruim. A presença de luteína e zeaxantina ajuda a proteger os olhos. Pela presença de vitaminas A e C e carotenoides, ajuda a fortalecer o sistema imunológico. Outros benefícios do consumo são a inibição do envelhecimento precoce e controle dos níveis de açúcar no sangue.

### X-Caboquinho

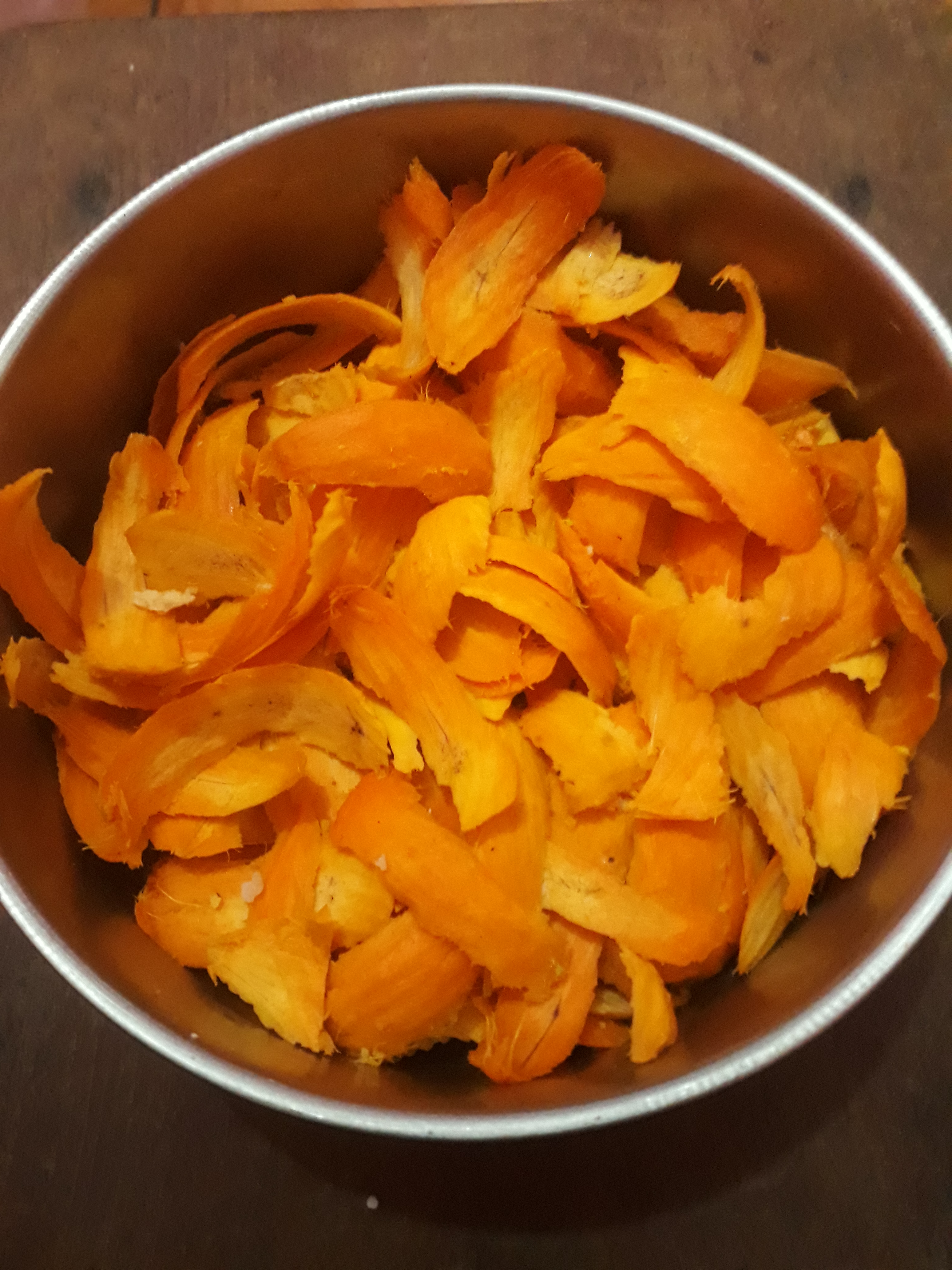
Polpa de tucumã para consumo humano.

Em Manaus e boa parte do Amazonas o tucumã é consumido como ingrediente principal de um sanduiche conhecido como X-caboquinho sendo considerado um dos "pratos típicos" do Amazonas. O X-Caboquinho consiste de um pão francês recheado principalmente com polpa de tucumã e queijo coalho, podendo ter outros ingredientes. A polpa de apenas um tucumã já seria o suficiente para suprir a demanda do organismo por Vitamina-A.

### Biodiesel
Em 2012 o Instituto Nacional de Pesquisas da Amazônia(Inpa) e a Empresa Brasileira de Pesquisa Agropecuária (Embrapa) destacaram o tucumã como uma das espécies oleaginosas amazônicas com um dos maiores potenciais para produção de bioenergia. De acordo com o grupo de estudos “Cadeia Produtiva Sustentada do Tucumã do Amazonas” o fruto vinha sendo estudado para essa finalidade desde o ano de 2004 por sua amêndoa ser grande fornecedora de óleo. De 1kg de amêndoa é possível extrair 500ml de biodiesel.

### Óleos
Dois tipos de óleos são produzidos por este fruto: o óleo da polpa externa e o óleo da amêndoa. O óleo encontra-se, no fruto, na seguinte proporção:

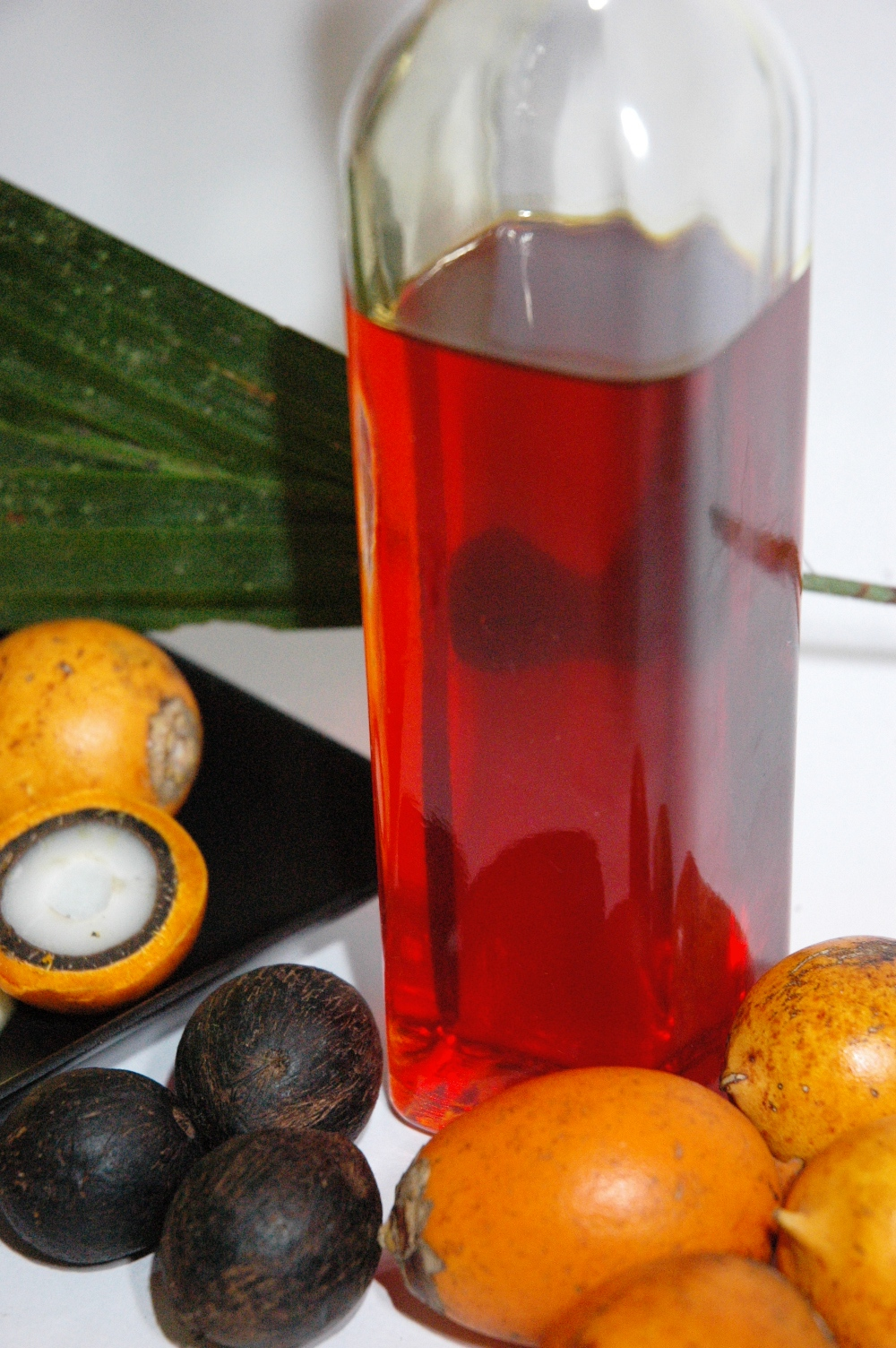
Oil from the Tucumã pulp

| Parte do fruto          | R. Bolton (%) | Autor (%) |
| ----------------------- | ------------- | --------- |
| Óleo na polpa externa   | 47,50         | 33,00     |
| Óleo na amêndoa         | 32,50 - 43,50 | 36,50     |
| Óleo na semente inteira | 21,20         | 20,94     |

### Industria cosmética
O óleo da polpa do tucumã é usado para a fabricação de sabão. Aliem disso, pelas suas propriedades ricas em ômega 3,6 e 9, o óleo é bastante empregado em produtos cosméticos para a hidratação da pele, loções corporais e produtos capilares para cabelos danificados.
Composição acido graxos do óleo de Tucumã (Polpa)
| Palmitico  | 25,7%  |
| Oléico     | 65,67% |
| Lonoleico  | 3,65%  |
| Linolênico | 4,97%  |

Dados fisico-quimico
| Indices                 | Unidades | Valores de referencia |
| Acidos graxos livres    | %        | 1,4562                |
| Indice de refração      | -        | 1,4562                |
| Indice de Iodo          | gl2/100g | 82                    |
| Indice de saponificação | mg KOH/g | 188,4                 |
| Materia insaponificavel | %        | 1,4                   |
| Ácidez                  | mgKOH/g  | 2,58                  |
| Indice de Peroxido      | meq/Kg   | 1,72                  |
| Densidade               | gr/ltr   | 0,982                 |
| Ponto de fusão          | ºC       | 27-35                 |

## Sinônimos
Tem por sinônimos os heterotípicos:
Astrocaryum dasychaetum Burret
Astrocaryum gymnopus Burret
Astrocaryum gynacanthum var. dasychaetum Burret
Astrocaryum gynacanthum var. munbaca Trail
Astrocaryum minus var. terrae-firmae Drude
Astrocaryum minus var. terrafirme Trail
Astrocaryum munbaca Mart.
Astrocaryum rodriguesii var. minus (Trail) Barb. Rodr.